# Mistrovství Evropy v zápasu řecko-římském 1983
Mistrovství Evropy v zápasu řecko-římském 1983 se konalo v Budapešti, Maďarsko.

## Výsledky

### Muži
| Kategorie | Zlato             | Stříbro           | Bronz             |
| --------- | ----------------- | ----------------- | ----------------- |
| 48 kg     | Bratan Cenov      | Vasilij Anikin    | Csaba Vadász      |
| 52 kg     | Lajos Rácz        | Serguei Diudiayev | Roman Kierpacz    |
| 57 kg     | Emil Ivanov       | Babis Cholidis    | Vasilij Fomin     |
| 62 kg     | Živko Vangelov    | Constantin Uță    | Alexandr Litvinov |
| 68 kg     | Guennadi Ermilov  | Jerzy Kopański    | Tapio Sipilä      |
| 74 kg     | Ferenc Kocsis     | Andrzej Supron    | Ștefan Rusu       |
| 82 kg     | Teimuraz Apjazava | Ion Draica        | Andrzej Malina    |
| 90 kg     | Igor Kanygin      | Atanas Komšev     | Ilie Matei        |
| 100 kg    | Andrej Dimitrov   | Tamás Gáspár      | Viktor Avdyšev    |
| +100 kg   | Nikola Dinev      | József Nagy       | Yevgueni Artiujin |